# El pez que fuma
El pez que fuma é um filme de drama venezuelano de 1977 dirigido e escrito por Román Chalbaud e José Ignacio Cabrujas. Foi selecionado como representante da Venezuela à edição do Oscar 1978, organizada pela Academia de Artes e Ciências Cinematográficas.

## Elenco
- Hilda Vera : La Garza
- Miguel Ángel Landa : Dimas
- Orlando Urdaneta : Jairo
- Haydée Balza : Selva María
- Rafael Briceño
- Arturo Calderón
- Claudio Brook
- Eduardo Cortina
- Carlos Flores
- Virgilio Galindo
- Gustavo González
- Mimí Lazo
- Karla Luzbel
- Cristobal Medina
- Raúl Medina
- William Moreno
- Ignacio Navarro
- Tony Padron